# بیلرودا
بیلرودا (به آلمانی: Billroda) یک منطقهٔ مسکونی در آلمان است که در فینه واقع شده‌است. بیلرودا ۵۰۵ نفر جمعیت دارد.